# Premiul Oscar pentru cel mai bun scenariu original
Premiul Oscar pentru cel mai bun scenariu original (engleză Academy Award for Best Original Screenplay) este unul dintre premiile Oscar, acordate de „Academy of Motion Picture Arts and Sciences” pentru cel mai bun scenariu care nu a fost inspirat de o operă publicată. Se acordă începând cu 1940.

## Anii 1940
| An                               | Film | Scenarist(i) |
| -------------------------------- | --- | ------------ |
| 1940 (13th)                      | |              |
| The Great McGinty                | Preston Sturges |              |
| Angels Over Broadway             | Ben Hecht |              |
| Dr. Ehrlich's Magic Bullet       | Norman Burnside (poveste/scenariu) Heinz Herald (scenariu) John Huston (scenariu)                                                                         |              |
| Foreign Correspondent            | Charles Bennett Joan Harrison |              |
| The Great Dictator               | Charlie Chaplin |              |
| 1941 (14th)                      | |              |
| Citizen Kane                     | Herman J. Mankiewicz Orson Welles |              |
| The Devil and Miss Jones         | Norman Krasna |              |
| Sergeant York                    | Harry Chandlee Abem Finkel John Huston Howard Koch |              |
| Tall, Dark and Handsome          | Karl Tunberg Darrell Ware |              |
| Tom, Dick and Harry              | Paul Jarrico |              |
| 1942 (15th)                      | |              |
| Woman of the Year                | Michael Kanin Ring Lardner Jr. |              |
| One of Our Aircraft Is Missing   | Michael Powell (scenariu) Emeric Pressburger (poveste/scenariu)                                                                                           |              |
| Road to Morocco                  | Frank Butler Don Hartman |              |
| Wake Island                      | W. R. Burnett Frank Butler |              |
| The War Against Mrs. Hadley      | George Oppenheimer |              |
| 1943 (16th)                      | |              |
| Princess O'Rourke                | Norman Krasna |              |
| Air Force                        | Dudley Nichols |              |
| In Which We Serve                | Noël Coward |              |
| The North Star                   | Lillian Hellman |              |
| So Proudly We Hail!              | Allan Scott |              |
| 1944 (17th)                      | |              |
| Wilson                           | Lamar Trotti |              |
| Hail the Conquering Hero         | Preston Sturges |              |
| The Miracle of Morgan's Creek    | Preston Sturges |              |
| Two Girls and a Sailor           | Richard Connell Gladys Lehman |              |
| Wing and a Prayer                | Jerome Cady |              |
| 1945 (18th)                      | |              |
| Marie-Louise                     | Richard Schweizer |              |
| Dillinger                        | Philip Yordan |              |
| Music for Millions               | Myles Connolly |              |
| Salty O'Rourke                   | Milton Holmes |              |
| What Next, Corporal Hargrove?    | Harry Kurnitz |              |
| 1946 (19th)                      | |              |
| The Seventh Veil                 | Muriel Box Sydney Box |              |
| The Blue Dahlia                  | Raymond Chandler |              |
| Children of Paradise             | Jacques Prévert |              |
| Notorious                        | Ben Hecht |              |
| Road to Utopia                   | Norman Panama Melvin Frank |              |
| 1947 (20th)                      | |              |
| The Bachelor and the Bobby-Soxer | Sidney Sheldon |              |
| Body and Soul                    | Abraham Polonsky |              |
| A Double Life                    | Ruth Gordon Garson Kanin |              |
| Monsieur Verdoux                 | Charlie Chaplin |              |
| Shoeshine                        | Sergio Amidei Adolfo Franci C. G. Viola Cesare Zavattini                                                                                                  |              |
| 1948 (21st)                      | |              |
| — (nu s-a acordat)               | — (nu s-a acordat) |              |
| 1949 (22nd)                      | |              |
| Battleground                     | Robert Pirosh |              |
| Jolson Sings Again               | Sidney Buchman |              |
| Paisà                            | V. Hayes (poveste) Federico Fellini (poveste/scenariu) Sergio Amidei (poveste/scenariu) Marcello Pagliero (poveste) Roberto Rossellini (poveste/scenariu) |              |
| Passport to Pimlico              | T. E. B. Clarke |              |
| The Quiet One                    | Helen Levitt Janice Loeb Sidney Meyers |              |

## Anii 1950
| An                                  | Film | Scenarist(i) |
| ----------------------------------- | --- | ------------ |
| 1950 (23rd)                         | |              |
| Sunset Boulevard                    | Charles Brackett D.M. Marshman, Jr. Billy Wilder                                                        |              |
| Adam's Rib                          | Ruth Gordon, Garson Kanin                                                                               |              |
| Caged                               | Virginia Kellogg (poveste/scenariu) Bernard C. Schoenfeld (poveste)                                     |              |
| The Men                             | Carl Foreman                                                                                            |              |
| No Way Out                          | Joseph L. Mankiewicz Lesser Samuels                                                                     |              |
| 1951 (24th)                         | |              |
| An American in Paris                | Alan Jay Lerner                                                                                         |              |
| The Big Carnival                    | Billy Wilder Lesser Samuels Walter Newman                                                               |              |
| David and Bathsheba                 | Philip Dunne                                                                                            |              |
| Go for Broke!                       | Robert Pirosh                                                                                           |              |
| The Well                            | Clarence Greene Russell Rouse                                                                           |              |
| 1952 (25th)                         | |              |
| The Lavender Hill Mob               | T. E. B. Clarke                                                                                         |              |
| The Atomic City                     | Sydney Boehm                                                                                            |              |
| The Sound Barrier                   | Terence Rattigan                                                                                        |              |
| Pat and Mike                        | Ruth Gordon Garson Kanin                                                                                |              |
| Viva Zapata!                        | John Steinbeck                                                                                          |              |
| 1953 (26th)                         | |              |
| Titanic                             | Charles Brackett Richard Breen Walter Reisch                                                            |              |
| The Band Wagon                      | Betty Comden Adolph Green                                                                               |              |
| The Desert Rats                     | Richard Murphy                                                                                          |              |
| The Naked Spur                      | Sam Rolfe Harold Jack Bloom                                                                             |              |
| Take the High Ground!               | Millard Kaufman                                                                                         |              |
| 1954 (27th)                         | |              |
| On the Waterfront                   | Budd Schulberg                                                                                          |              |
| The Barefoot Contessa               | Joseph L. Mankiewicz                                                                                    |              |
| Genevieve                           | William Rose                                                                                            |              |
| The Glenn Miller poveste            | Valentine Davies Oscar Brodney                                                                          |              |
| Knock on Wood                       | Norman Panama Melvin Frank                                                                              |              |
| 1955 (28th)                         | |              |
| Interrupted Melody                  | Sonya Levien William Ludwig                                                                             |              |
| The Court-Martial of Billy Mitchell | Milton Sperling Emmet Lavery                                                                            |              |
| It's Always Fair Weather            | Betty Comden Adolph Green                                                                               |              |
| Mr. Hulot's Holiday                 | Jacques Tati Henri Marquet                                                                              |              |
| The Seven Little Foys               | Melville Shavelson Jack Rose                                                                            |              |
| 1956 (29th)                         | |              |
| The Red Balloon                     | Albert Lamorisse                                                                                        |              |
| The Bold and the Brave              | Robert Lewin                                                                                            |              |
| Julie                               | Andrew L. Stone                                                                                         |              |
| La Strada                           | Federico Fellini Tullio Pinelli                                                                         |              |
| The Ladykillers                     | William Rose                                                                                            |              |
| 1957 (30th)                         | |              |
| Designing Woman                     | George Wells                                                                                            |              |
| Funny Face                          | Leonard Gershe                                                                                          |              |
| Man of a Thousand Faces             | Ralph Wheelwright (poveste) R. Wright Campbell (scenariu) Ivan Goff (scenariu) Ben Roberts (scenariu)   |              |
| Steaua de tinichea                  | Barney Slater (poveste) Joel Kane (poveste) Dudley Nichols (scenariu)                                   |              |
| I Vitelloni                         | Federico Fellini (poveste/scenariu) Ennio Flaiano (poveste/scenariu) Tullio Pinelli (poveste)           |              |
| 1958 (31st)                         | |              |
| The Defiant Ones                    | Nathan E. Douglas Harold Jacob Smith                                                                    |              |
| The Goddess                         | Paddy Chayefsky                                                                                         |              |
| Houseboat                           | Melville Shavelson Jack Rose                                                                            |              |
| The Sheepman                        | James Edward Grant (poveste/scenariu) William Bowers (scenariu)                                         |              |
| Teacher's Pet                       | Fay Kanin Michael Kanin                                                                                 |              |
| 1959 (32nd)                         | |              |
| Pillow Talk                         | Clarence Greene (poveste) Maurice Richlin (scenariu) Russell Rouse (poveste) Stanley Shapiro (scenariu) |              |
| The 400 Blows                       | François Truffaut (poveste/scenariu) Marcel Moussy (scenariu)                                           |              |
| North by Northwest                  | Ernest Lehman                                                                                           |              |
| Operation Petticoat                 | Paul King (poveste) Joseph Stone (poveste) Stanley Shapiro (scenariu) Maurice Richlin (scenariu)        |              |
| Wild Strawberries                   | Ingmar Bergman                                                                                          |              |

## Anii 1960
- 1969 The Producers - Mel Brooks
  - 2001: A Space Odyssey - Stanley Kubrick, Arthur C. Clarke
  - Bătălia pentru Alger (The Battle of Algiers) - Franco Solinas, Gillo Pontecorvo
  - Faces - John Cassavetes
  - Hot Millions - Iro Wallach, Peter Ustinov

(În 1969 categoria a fost redenumită: "Scenariu bazat pe material nepublicat anterior")
- 1968 Ghici cine vine la cină (Guess Who's Coming to Dinner)- William Rose
  - Bonnie și Clyde (Bonnie and Clyde) - David Newman, Robert Benton
  - Divorce, American Style - Robert Kaufman, Norman Lear
  - La Guerre Est Finie - Jorge Semprún
  - Two for the Road - Frederic Raphael

- 1967 Un bărbat și o femeie (A Man and a Woman) - Claude Lelouch, Pierre Uytterhoeven
  - Blowup - Michelangelo Antonioni, Tonino Guerra, Edward Bond
  - The Fortune Cookie - Billy Wilder, I.A.L. Diamond
  - Khartoum - Robert Ardrey
  - The Naked Prey - Clinkt Johnston, Don Peters

- 1966 Darling - Frederic Raphael
  - Casanova 70 - Age Monicelli, Scarpelli Monicelli, Mario Monicelli, Tonino Guerra, Giorgio Salvioni, Suso Cecchi D'Amico
  - Acei oameni minunați în mașinile lor zburătoare (Those Magnificent Men in Their Flying Machines) - Jack Davies, Ken Annakin
  - Trenul (The Train) - Franklin Coen, Frank Davis
  - Umbrelele din Cherbourg (The Umbrellas of Cherbourg) - Jacques Demy

- 1965 Father Goose - Peter Stone, Frank Tarloff
  - A Hard Day's Night - Alun Owen
  - Un cartof, doi cartofi (One Potato, Two Potato) - Raphael Hayes, Orville H. Hampton
  - The Organizer - Age Monicelli, Scarpelli Monicelli, Mario Monicelli
  - Omul din Rio (That Man from Rio) - Jean-Paul Rappeneau, Ariane Mnouchkine, Daniel Boulanger, Philippe de Broca

- 1964 How the West Was Won - James Webb
  - 8½ - Federico Fellini, Ennio Flaiano, Tullio Pinelli, Brunello Rondi
  - America, America - Elia Kazan
  - Cele patru zile ale orașului Neapole (The Four Days of Naples) - Pasquale Festa Campanile, Massimo Franciosa, Nanni Loy, Vasco Pratolini, Carlo Bernari
  - Love with the Proper Stranger - Arnold Schulman

- 1963 Divorț italian - Ennio de Concini, Pietro Germi, Alfredo Giannetti
  - Freud - Charles Kaufman, Wolfgang Reinhardt
  - Last Year at Marienbad - Alain Robbe-Grillet
  - That Touch of Mink - Stanley Shapiro, Nate Monaster
  - Through a Glass Darkly - Ingmar Bergman

- 1962 Splendoare în iarbă (Splendor in the Grass)- William Inge
  - Balada soldatului (Ballad of a Soldier) - Valentin Yoshov, Grigori Chukhrai
  - La dolce vita - Federico Fellini, Tullio Pinelli, Ennio Flaiano, Brunello Rondi
  - Generalul della Rovere (General Della Rovere) - Sergio Amidei, Diego Fabbi, Indro Montanelli
  - Lover Come Back - Stanley Shapiro, Paul Henning

- 1961 Apartamentul (The Apartment) - I.A.L. Diamond, Billy Wilder
  - The Angry Silence - Bryan Forbes, Richard Gregson, Michael Craig
  - The Facts of Life - Norman Panama, Melvin Frank
  - Hiroshima, dragostea mea (Hiroshima mon amour) - Marguerite Duras
  - Never on Sunday - Jules Dassin

## Anii 1970
- 1979 Întoarcerea acasă (Coming Home) - Robert C. Jones, Waldo Salt, Nancy Dowd
  - Autumn Sonata - Ingmar Bergman
  - Vânătorul de cerbi (The Deer Hunter) - Deric Washburn, Michael Cimino, Louis Garfinkle, Quinn K. Redeker
  - Interiors - Woody Allen
  - An Unmarried Woman - Paul Mazursky

- În 1978, categoria a fost renumită: "Scenariu scris direct pentru ecran"
- 1978 Annie Hall - Woody Allen, Marshall Brickman
  - The Goodbye Girl - Neil Simon
  - The Late Show - Robert Benton
  - Star Wars - George Lucas
  - The Turning Point - Arthur Laurents

- 1977 Network - Paddy Chayefsky
  - Cousin, cousine - Jean-Charles Tacchella, Daniele Thompson
  - The Front - Walter Bernstein
  - Rocky - Sylvester Stallone
  - Seven Beauties - Lina Wertmüller

- 1976 Dog Day Afternoon - Frank Pierson
  - Amarcord - Federico Fellini, Tonino Guerra
  - And Now My Love - Claude LeLouch, Pierre Uytterhoeven
  - Lies My Father Told Me - Ted Allan
  - Shampoo - Robert Towne, Warren Beatty

- 1975 Chinatown - Robert Towne
  - Alice Doesn't Live Here Anymore - Robert Getchell
  - Conversația (The Conversation) - Francis Ford Coppola
  - Day for Night - François Truffaut, Jean-Louis Richard, Suzanne Schiffman
  - Harry and Tonto - Paul Mazursky, Josh Greenfeld

- 1974 The Sting - David S. Ward
  - American Graffiti - George Lucas, Gloria Katz, Willard Huyck
  - Cries and Whispers - Ingmar Bergman
  - Save the Tiger - Steve Shagan
  - A Touch of Class - Melvin Frank, Jack Rose

- 1973 The Candidate - Jeremy Larner
  - The Discreet Charm of the Bourgeoisie - Luis Buñuel, Jean-Claude Carrière
  - Lady Sings the Blues - Terrence McCloy, Chris Clark, Suzanne de Passe
  - Murmur of the Heart - Louis Malle
  - Young Winston - Carl Foreman

- 1972 The Hospital - Paddy Chayefsky
  - Investigation of a Citizen Above Suspicion - Elio Petri, Ugo Pirro
  - Klute - Andy and Dave Lewis
  - Summer of '42 - Herman Raucher
  - Sunday Bloody Sunday - Penelope Gilliatt

- 1971 Patton - Francis Ford Coppola, Edmund North
  - Five Easy Pieces - Adrien Joyce, Bob Rafelson
  - Joe - Norman Wexler
  - Love Story - Erich Segal
  - Noaptea mea cu Maud (Ma nuit chez Maud) - Éric Rohmer

- 1970 Butch Cassidy și Sundance Kid (Butch Cassidy and the Sundance Kid) - William Goldman
  - Bob & Carol & Ted & Alice - Paul Mazursky, Larry Tucker
  - The Damned - Nicola Badalucco, Enrico Medioli, Luchino Visconti
  - Easy Rider - Peter Fonda, Dennis Hopper, Terry Southern
  - Hoarda sălbatică (The Wild Bunch) - Walon Green, Roy N. Sickner, Sam Peckinpah

## Anii 1980
- 1989 Rain Man - Ronald Bass, Barry Morrow
  - Big - Gary Ross, Anne Spielberg
  - Bull Durham - Ron Shelton
  - A Fish Called Wanda - John Cleese și Charles Crichton
  - Running on Empty - Naomi Foner

- 1988 Moonstruck - John Patrick Shanley
  - Au revoir, les enfants - Louis Malle
  - Broadcast News - James L. Brooks
  - Hope and Glory - John Boorman
  - Radio Days - Woody Allen

- 1987 Hannah and Her Sisters - Woody Allen
  - Crocodile Dundee - Paul Hogan, Ken Shadie, John Cornell
  - My Beautiful Laundrette - Hanif Kureishi
  - Platoon - Oliver Stone
  - Salvador - Oliver Stone, Richard Boyle

- 1986 Witness - William Kelley, Earl Wallace, Pamela Wallace
  - Back to the Future - Robert Zemeckis, Bob Gale
  - Brazil - Terry Gilliam, Tom Stoppard, Charles McKeown
  - The Official Story - Luis Puenzo, Aida Bortnik
  - The Purple Rose of Cairo - Woody Allen

- 1985 Places in the Heart - Robert Benton
  - Beverly Hills Cop - Daniel Petrie, Jr., Danilo Bach
  - Broadway Danny Rose - Woody Allen
  - El Norte - Gregory Nava, Anna Thomas
  - Splash - Lowell Ganz, Babaloo Mandel, Bruce Jay Friedman, Brian Grazer

- 1984 Tender Mercies - Horton Foote
  - The Big Chill - Lawrence Kasdan, Barbara Benedek
  - Fanny and Alexander - Ingmar Bergman
  - Silkwood - Nora Ephron, Alice Arlen
  - WarGames - Lawrence Lasker, Walter F. Parkes

- 1983 Gandhi - John Briley
  - Diner - Barry Levinson
  - E.T. the Extra-Terrestrial - Melissa Mathison
  - An Officer and a Gentleman - Douglas Day Stewart
  - Tootsie - Larry Gelbart, Murray Schisgal, Don McGuire

- 1982 Chariots of Fire - Colin Welland
  - Absence of Malice - Kurt Luedtke
  - Arthur - Steve Gordon
  - Atlantic City - John Guare
  - Reds - Warren Beatty, Trevor Griffiths

- 1981 Melvin and Howard - Bo Goldman
  - Brubaker - W. D. Richter, Arthur Ross
  - Fame - Christopher Gore
  - Mon oncle d'Amérique - Jean Gruault, Henri Laborit
  - Private Benjamin - Nancy Meyers, Charles Shyer, Harvey Miller

- 1980 Breaking Away - Steve Tesich
  - All That Jazz - Robert Alan Aurthur, Bob Fosse
  - ...And Justice for All - Valerie Curtin, Barry Levinson
  - The China Syndrome - Mike Gray, T.S. Cook, James Bridges
  - Manhattan - Woody Allen, Marshall Brickman

## Anii 1990
- 1999 Shakespeare in Love - Marc Norman, Tom Stoppard
  - Bulworth - Warren Beatty, Jeremy Pikser
  - Life Is Beautiful - Vincenzo Cerami, Roberto Benigni
  - Saving Private Ryan - Robert Rodat
  - The Truman Show - Andrew Niccol

- 1998 Good Will Hunting - Ben Affleck, Matt Damon
  - As Good as It Gets - Mark Andrus, James L. Brooks și Mark Andrus
  - Boogie Nights - Paul Thomas Anderson
  - Deconstructing Harry - Woody Allen
  - The Full Monty - Simon Beaufoy

- 1997 Fargo - Ethan Coen, Joel Coen
  - Jerry Maguire - Cameron Crowe
  - Lone Star - John Sayles
  - Secrets & Lies - Mike Leigh
  - Shine - Jan Sardi și Scott Hicks

- 1996 The Usual Suspects - Christopher McQuarrie
  - Braveheart - Randall Wallace
  - Mighty Aphrodite - Woody Allen
  - Nixon - Stephen J. Rivele, Christopher Wilkinson, Oliver Stone
  - Toy Story - Joss Whedon, Andrew Stanton, Joel Cohen, Alec Sokolow, John Lasseter, Peter Docter, Joe Ranft

- 1995 Pulp Fiction - Quentin Tarantino, Roger Avary
  - Bullets Over Broadway - Woody Allen, Douglas McGrath
  - Patru nunți și o înmormântare - Richard Curtis
  - Heavenly Creatures - Fran Walsh, Peter Jackson
  - Roșu - Krzysztof Piesiewicz, Krzysztof Kieślowski

- 1994 The Piano - Jane Campion
  - Dave - Gary Ross
  - In the Line of Fire - Jeff Maguire
  - Philadelphia - Ron Nyswaner
  - Sleepless in Seattle - Nora Ephron, David S. Ward, Jeff Arch

- 1993 The Crying Game - Neil Jordan
  - Husbands and Wives - Woody Allen
  - Lorenzo's Oil - George Miller, Nick Enright
  - Passion Fish - John Sayles
  - Unforgiven - David Peoples

- 1992 Thelma and Louise - Callie Khouri
  - Boyz N the Hood - John Singleton
  - Bugsy - James Toback
  - The Fisher King - Richard LaGravenese
  - Grand Canyon - Lawrence Kasdan, Meg Kasdan

- 1991 Ghost - Bruce Rubin
  - Alice - Woody Allen
  - Avalon - Barry Levinson
  - Green Card - Peter Weir
  - Metropolitan - Whit Stillman

- 1990 Dead Poets Society - Tom Schulman
  - Crimes and Misdemeanors - Woody Allen
  - Do the Right Thing - Spike Lee
  - Sex, Lies, and Videotape - Steven Soderbergh
  - When Harry Met Sally... - Nora Ephron

## Anii 2000
- 2009 Milk - Dustin Lance Black
  - Frozen River - Courtney Hunt
  - Happy-Go-Lucky - Mike Leigh
  - In Bruges - Martin McDonagh
  - WALL-E - Andrew Stanton, Jim Reardon și Pete Docter

- 2008 Juno - Diablo Cody
  - Lars and the Real Girl - Nancy Oliver
  - Michael Clayton - Tony Gilroy
  - Ratatouille - Brad Bird
  - The Savages - Tamara Jenkins

- 2007 Little Miss Sunshine - Michael Arndt
  - Babel - Guillermo Arriaga
  - Letters from Iwo Jima - Iris Yamashita, Iris Yamashita și Paul Haggis
  - Pan's Labyrinth - Guillermo del Toro
  - The Queen - Peter Morgan

- 2006 Crash - Paul Haggis, Bobby Moresco
  - Good Night, and Good Luck. - George Clooney, Grant Heslov
  - Match Point - Woody Allen
  - The Squid and the Whale - Noah Baumbach
  - Syriana - Stephen Gaghan

- 2005 Eternal Sunshine of the Spotless Mind - Charlie Kaufman
  - The Aviator - John Logan
  - Hotel Rwanda - Keir Pearson, Terry George
  - The Incredibles - Brad Bird
  - Vera Drake - Mike Leigh

- 2004 Lost in Translation - Sofia Coppola
  - Invaziile barbare - Denys Arcand
  - Dirty Pretty Things - Steven Knight
  - În căutarea lui Nemo - Andrew Stanton, Bob Peterson, David Reynolds
  - In America - Jim Sheridan, Naomi Sheridan, Kirsten Sheridan

- 2003 Hable con ella (Vorbește cu ea) - Pedro Almodóvar
  - Far from Heaven - Todd Haynes
  - Gangs of New York - Jay Cocks, Steven Zaillian, Kenneth Lonergan
  - My Big Fat Greek Wedding - Nia Vardalos
  - Y tu mamá también - Carlos Cuarón, Alfonso Cuarón

- 2002 Gosford Park - Julian Fellowes
  - Amélie - Guillaume Laurant, Jean-Pierre Jeunet
  - Memento - Christopher Nolan, Jonathan Nolan
  - Monster's Ball - Milo Addica, Will Rokos
  - The Royal Tenenbaums - Wes Anderson, Owen Wilson

- 2001 Almost Famous - Cameron Crowe
  - Billy Elliot - Lee Hall
  - Erin Brockovich - Susannah Grant
  - Gladiator - David Franzoni, John Logan, William Nicholson
  - You Can Count on Me - Kenneth Lonergan

- 2000 American Beauty - Alan Ball
  - Being John Malkovich - Charlie Kaufman
  - Magnolia - Paul Thomas Anderson
  - The Sixth Sense - M. Night Shyamalan
  - Topsy-Turvy - Mike Leigh

## Anii 2010
- 2020 Parasite- Bong Joon-ho, Han Jin-won
- Once Upon A Time At Hollywood- Quentin Tarantino
- 1917-  Krysty Willson-Cairns, Sam Mendes
- Marriage Story- Noah Baumbach
- Knives Out- Rian Johnson
- 2019 Green Book- Peter Farrelly, Nick Valelonga, Brian Currie
- Roma- Alfonso Cuaron
- Backseat- Adam McKay
- First Reformed- Paul Schrader
- The Favourite- Deborah Davis, Tony McNamara
- 2018 Get Out- Jordan Peele
- Lady Bird- Greta Gerwig
- Three Bilboards Outside Ebbing Misouri- Martin McDonagh
- The Big Sick- Emily V. Gordon, Kumail Nanjiani
- The Shape Of Water- Guillermo del Torro, Vanessa Taylor
- 2017 Manchester by the sea- Kenneth Lonergan
- La La Land-Damien Chazelle
- 20th Century Women- Mike Mills
- Comancheria- Taylor Sheridan
- The Lobster- Efthymis Filippou, Giorgos Lanthimos
- 2016 Spotlight – Tom McCarthy, Josh Singer
  - Bridge of Spies – Matt Charman, Joel Coen, Ethan Coen
  - Ex Machina – Alex Garland
  - Inside Out – Josh Cooley, Ronnie del Carmen, Pete Docter, Meg LeFauve
  - Straight Outta Compton – Andrea Berloff, Jonathan Herman, S. Leigh Savidge, Alan Wenkus

- 2015 Birdman – Alejandro G. Iñárritu, Nicolás Giacobone, Alexander Dinelaris Jr., Armando Bó
  - Boyhood – Richard Linklater
  - Foxcatcher – E. Max Frye, Dan Futterman
  - The Grand Budapest Hotel – Wes Anderson, Hugo Guinness
  - Nightcrawler – Dan Gilroy

- 2014 Her – Spike Jonze
  - American Hustle – Eric Warren Singer, David O. Russell
  - Blue Jasmine – Woody Allen
  - Dallas Buyers Club – Craig Borten, Melisa Wallack
  - Nebraska –Bob Nelson

- 2013 Django Unchained – Quentin Tarantino
  - Amour – Michael Haneke
  - Flight – John Gatins
  - Moonrise Kingdom – Wes Anderson, Roman Coppola
  - Zero Dark Thirty – Mark Boal

- 2012 Midnight in Paris – Woody Allen
  - Artistul – Michel Hazanavicius
  - Bridesmaids –Kristen Wiig, Annie Mumolo
  - Margin Call – J.C. Chandor
  - A Separation (جدایی نادر از سیمین/Jodái-e Náder az Simin) – Asghar Farhadi

- 2011 The King's Speech – David Seidler
  - Another Year – Mike Leigh
  - Toy Story 3 – Michael Arndt, John Lasseter, Andrew Stanton, Lee Unkrich
  - True Grit – Joel & Ethan Coen
  - Winter's BOne – Debra Granik, Anne Rosellini

- 2010 The Hurt Locker – Mark Boal
  - Inglourious Basterds – Quentin Tarantino
  - The Messenger – Alessandro Camon și Oren Moverman
  - A Serious Man – Joel & Ethan Coen
  - Up – Bob Peterson, Pete Docter și Tom McCarthy

- 2017 Get Out – Jordan Peele
  - The Big Sick – Emily V. Gordon și Kumail Nanjiani
  - Lady Bird – Greta Gerwig
  - The Shape of Water – Guillermo del Toro și Vanessa Taylor
  - Three Billboards Outside Ebbing, Missouri – Martin McDonagh

- 2018 Green Book: O prietenie pe viață – Brian Currie, Peter Farrelly și Nick Vallelonga
  - Favorita – Deborah Davis și Tony McNamara
  - First Reformed – Paul Schrader
  - Roma – Alfonso Cuarón
  - Vice – Adam McKay

- 2019 Parasite – Bong Joon-ho & Han Jin-won
  - Knives Out – Rian Johnson
  - Marriage Story – Noah Baumbach
  - 1917 – Sam Mendes & Krysty Wilson-Cairns
  - Once Upon a Time in Hollywood – Quentin Tarantino

## Anii 2020
| An                  | Film                              | Nominalizări                                                                 |
| ------------------- | --------------------------------- | ---------------------------------------------------------------------------- |
| 2020/21 (Ediția 93) | Promising Young Woman             | Emerald Fennell                                                              |
| 2020/21 (Ediția 93) | Judas and the Black Messiah       | Scenariu: Will Berson & Shaka King; Story: Berson, King, Keith & Kenny Lucas |
| 2020/21 (Ediția 93) | Minari                            | Lee Isaac Chung                                                              |
| 2020/21 (Ediția 93) | Sound of Metal                    | Scenariu: Abraham & Darius Marder; Story: Derek Cianfrance & D. Marder       |
| 2020/21 (Ediția 93) | The Trial of the Chicago 7        | Aaron Sorkin                                                                 |
| 2021 (Ediția 94)    | Belfast                           | Kenneth Branagh                                                              |
| 2021 (Ediția 94)    | Don't Look Up                     | Scenariu: Adam McKay; Story: McKay & David Sirota                            |
| 2021 (Ediția 94)    | King Richard                      | Zach Baylin                                                                  |
| 2021 (Ediția 94)    | Licorice Pizza                    | Paul Thomas Anderson                                                         |
| 2021 (Ediția 94)    | The Worst Person in the World     | Joachim Trier & Eskil Vogt                                                   |
| 2022 (Ediția 95)    | Everything Everywhere All at Once | Daniel Kwan & Daniel Scheinert                                               |
| 2022 (Ediția 95)    | The Banshees of Inisherin         | Martin McDonagh                                                              |
| 2022 (Ediția 95)    | The Fabelmans                     | Tony Kushner & Steven Spielberg                                              |
| 2022 (Ediția 95)    | Tár                               | Todd Field                                                                   |
| 2022 (Ediția 95)    | Triangle of Sadness               | Ruben Östlund                                                                |
| 2023 (Ediția 96)    | Anatomia unei prăbușiri           | Arthur Harari & Justine Triet                                                |
| 2023 (Ediția 96)    | The Holdovers                     | David Hemingson                                                              |
| 2023 (Ediția 96)    | Maestro                           | Bradley Cooper & Josh Singer                                                 |
| 2023 (Ediția 96)    | May December                      | Scenariu: Samy Burch; Poveste: Burch & Alex Mechanik                         |
| 2023 (Ediția 96)    | Din alte vieți                    | Celine Song                                                                  |
| 2024 (Ediția 97)    | Anora                             | Sean Baker                                                                   |
| 2024 (Ediția 97)    | Brutalistul                       | Brady Corbet & Mona Fastvold                                                 |
| 2024 (Ediția 97)    | Durere profundă                   | Jesse Eisenberg                                                              |
| 2024 (Ediția 97)    | Atacul din 5 septembrie           | Moritz Binder & Tim Fehlbaum; Co-scris de Alex David                         |
| 2024 (Ediția 97)    | Substanța                         | Coralie Fargeat                                                              |

## Multiple nominalizări
Următorii 77 de scenariști au primit mai multe nominalizări la Premiul Oscar pentru cel mai bun scenariu original. Lista este aranjată după numărul total de premii câștigate (în timp ce numărul total de nominalizări se află între paranteze, după numele scenariștilor).
| - 3: Woody Allen (16) - 2: Billy Wilder (4) - 2: Paddy Chayefsky (3) - 2: Quentin Tarantino (3) - 2: Charles Brackett (2) | - 1: Stanley Shapiro (4) - 1: Robert Benton (3) - 1: William Rose (3) - 1: Preston Sturges (3) - 1: Mark Boal (2) - 1: Marshall Brickman (2) - 1: T. E. B. Clarke (2) - 1: Ethan Coen (2) - 1: Joel Coen (2) - 1: Francis Ford Coppola (2) - 1: Cameron Crowe (2) - 1: I. A. L. Diamond (2) - 1: Clarence Greene (2) - 1: Paul Haggis (2) - 1: Michael Kanin (2) - 1: Charlie Kaufman (2) - 1: Norman Krasna (2) - 1: Claude Lelouch (2) - 1: Robert Pirosh (2) - 1: Frederic Raphael (2) - 1: Maurice Richlin (2) - 1: Russell Rouse (2) - 1: Tom Stoppard (2) - 1: Robert Towne (2) - 1: Pierre Uytterhoeven (2) - 1: David S. Ward (2) | - 0: Federico Fellini (6) - 0: Ingmar Bergman (5) - 0: Mike Leigh (5) - 0: Melvin Frank (4) - 0: Tullio Pinelli (4) - 0: Sergio Amidei (3) - 0: Wes Anderson (3) - 0: Warren Beatty (3) - 0: Pete Docter (3) - 0: Nora Ephron (3) - 0: Ennio Flaiano (3) - 0: Ruth Gordon (3) - 0: Tonino Guerra (3) - 0: Garson Kanin (3) - 0: Barry Levinson (3) - 0: Paul Mazursky (3) - 0: Norman Panama (3) - 0: Jack Rose (3) - 0: Andrew Stanton (3) - 0: Oliver Stone (3) - 0: Age (2) - 0: Paul Thomas Anderson (2) - 0: Brad Bird (2) - 0: James L. Brooks (2) - 0: Frank Butler (2) - 0: Charlie Chaplin (2) - 0: Betty Comden (2) - 0: Carl Foreman (2) - 0: Adolph Green (2) - 0: Ben Hecht (2) - 0: John Huston (2) - 0: Lawrence Kasdan (2) - 0: John Logan (2) - 0: Kenneth Lonergan (2) - 0: George Lucas (2) - 0: Louis Malle (2) - 0: Joseph L. Mankiewicz (2) - 0: Mario Monicelli (2) - 0: Dudley Nichols (2) - 0: Christopher Nolan (2) - 0: Bob Peterson (2) - 0: Brunello Rondi (2) - 0: Gary Ross (2) - 0: Lesser Samuels (2) - 0: John Sayles (2) - 0: Scarpelli (2) - 0: Melville Shavelson (2) - 0: François Truffaut (2) |